# Loweporus castaneus
Loweporus castaneus är en svampart som beskrevs av Corner 1989. Loweporus castaneus ingår i släktet Loweporus och familjen Polyporaceae.   Inga underarter finns listade i Catalogue of Life.